# Чемран
Чемра́н (перс. چمران‎) — город на юго-западе Ирана, в провинции Хузестан. Входит в состав шахрестана  Махшехр . Альтернативное название: Шахрак-э-Шахид-Чемран (شهرک شهبد چمران , Shahrak-e Shahid Chamran).
На 2006 год население составляло 18 519 человек.
В городе проживает часть персонала, занятого в нефтехимическом и портовом комплексах города Бендер-Хомейни.

## География
Город находится на юге Хузестана, в южной части Хузестанской равнины.
Абсолютная высота — 14 метров над уровнем моря.
Чемран расположен на расстоянии приблизительно 75 километров к юго-востоку от Ахваза, административного центра провинции и на расстоянии 580 километров к юго-западу от Тегерана, столицы страны.